# كارلوس لارا
كارلوس لارا (بالإسبانية: Carlos Lara)‏ (27 يوليو 1934 بالأرجنتين - ) هو مدرب كرة قدم ولاعب كرة قدم أرجنتيني في مركز الهجوم. شارك مع منتخب المكسيك لكرة القدم. أما مع النوادي، فقد لعب مع ريفر بليت وفيرو كاريل أويستي ونادي تولوكا ونادي نيكاكسا وزاكاتيبيك.

## وصلات خارجية
- كارلوس لارا على موقع قاعدة بيانات كرة القدم.إي يو (الإنجليزية)